# الفرقاطة المصرية محمد علي
الفرقاطة محمد علي (بالتركية: Mehemet Ali) كانت فرقاطة بخارية تابعة للبحرية الخديوية المصرية. يحتمل أنها بنيت في إنجلترا وتم إطلاقها حوالي عام 1860. رست محمد علي في بورسعيد في 1874 لدعم قوات الجيش المصري بقيادة الجنرال تشارلز بوميروي ستون أثناء النزاع مع شركة قناة السويس. وعملت كسفينة حراسة للجيش خلال الحرب الروسية العثمانية سنة 1877 وخرجت من الخدمة في 1880.

## تصميمها وبناؤها
بُنيت الفرقاطة حوالي عام 1860، ربما في إنجلترا. وسميت على اسم الوالي محمد علي باشا الذي حكم مصر من 1805 إلى 1848. بلغت إزاحة الفرقاطة 1,735 طنًا وكانت مدفوعة بالريح عبر ثلاثة صواري ومحرك بخاري قوته 800 حصان. وبلغ طولها 290 قدمًا (88.4 مترًا)، وعرضها 36 قدمًا (11.0 مترًا) وعمقها 16 قدمًا (4.9 مترًا). كانت مسلحة بمدافع كروب عيار 20×4.7 بوصة و10×40 مدفع دقاق طراز أرمسترونغ وكانت درعها من الحديد.

## خدمتها
أقلت الفرقاطة زوجة إسماعيل باشا، خديوي مصر، من مضيق البوسفور إلى الإسكندرية في أكتوبر 1864. توجهت الفرقاطة إلى بورسعيد في أبريل 1874 لدعم قوات الجيش المصري بقيادة الجنرال تشارلز بوميروي ستون، والتي حُشدت بسبب الخلاف حول الرسوم بين الخديوي وشركة قناة السويس. انتهت الأزمة بقبول الشركة لمعدلات الرسوم الجديدة المنخفضة.
كانت محمد علي في ميناء القسطنطينية في 19 يناير 1877 عندما اقتادت الرياح الباخرة التجارية البريطانية جوزيف لاف إلى الفرقاطة المصرية. غرقت السفينة جوزيف لوف وفُقد أحد أفراد طاقمها غرقًا. صعد نحو 12 من أفراد الطاقم إلى محمد علي بمساعدة طاقمها؛ بينما هرب الثمانية المتبقون من طاقم جوزيف لاف، بما في ذلك قبطانها، على متن قارب السفينة. قدم المصريون العشاء للرجال الناجين قبل تسليمهم إلى سفينة تابعة للبحرية الملكية. أصيبت محمد علي بأضرار بالغة في قوسها، وبعد دخول كمية كبيرة من الماء إليها، رست على الشاطئ تفاديًا للغرق.
ساعدت السفينة محمد علي في حراسة وسائل النقل التي تحمل القوات المصرية إلى الحرب الروسية العثمانية في 1877. بحلول هذا الوقت وصفها ضابط سابق في البحرية بأنها «مفيدة كصندوق كرتون». خرجت محمد علي من الخدمة في ديسمبر 1880.

## مصيرها
نُزعت الفرقاطة محمد علي من أجهزتها في حوالي 1890 وعملت كسفينة حراسة ثابتة في الإسكندرية. ثم فُككت حوالي عام 1898.